# Ronan Quarmby
Ronan Quarmby (Johannesburg, 21 marzo 1991) è un pilota motociclistico sudafricano.

## Carriera
Corre un Gran Premio nel campionato europeo Superstock 600 nel 2007.
Nel 2010 vince il campionato sudafricano di Supersport. Nello stesso anno esordisce nel mondiale Supersport nel 2010, correndo i Gran Premi di Silverstone, del Nürburgring e di Imola nel team HANNspree Ten Kate al posto di Michele Pirro alla guida della Honda CBR600RR, senza ottenere punti.
Nel 2011 passa al team Suriano Racing, che gli affida una Triumph Daytona 675; il suo compagno di squadra è Danilo Dell'Omo.
Nel 2012 viene ingaggiato dal team PTR Honda, che gli affida una CBR600RR; il compagno di squadra è Jules Cluzel. Ottiene un terzo posto a Imola. Nel 2013 disputa la seconda metà del campionato conquistando sei punti.

## Risultati nel mondiale Supersport
| 2010 | Moto  |  |  |  |  |  |    |  |  |  |    |     |     |  |  | Punti | Pos. |
| ---- | ----- |  |  |  |  |  | -- |  |  |  | -- | --- | --- |  |  | ----- | ---- |
| 2010 | Honda |  |  |  |  |  | NP |  |  |  | 18 | Rit | Rit |  |  | 0     |      |

| 2011 | Moto    |    |     |     |    |    |     |    |    |    |     |    |     |  |  | Punti | Pos. |
| ---- | ------- | -- | --- | --- | -- | -- | --- | -- | -- | -- | --- | -- | --- |  |  | ----- | ---- |
| 2011 | Triumph | 11 | Rit | Rit | 17 | 21 | Rit | 16 | 14 | 15 | Rit | 10 | Rit |  |  | 14    | 18º  |

| 2012 | Moto  |   |   |     |     |   |     |   |   |   |    |   |   |    |  | Punti | Pos. |
| ---- | ----- | - | - | --- | --- | - | --- | - | - | - | -- | - | - | -- |  | ----- | ---- |
| 2012 | Honda | 7 | 3 | Rit | Rit | 7 | Rit | 6 | 6 | 4 | 13 | 9 | 9 | 26 |  | 84    | 8º   |

| 2013 | Moto  |  |  |  |  |  |  |  |    |    |     |    |    |     |  | Punti | Pos. |
| ---- | ----- |  |  |  |  |  |  |  | -- | -- | --- | -- | -- | --- |  | ----- | ---- |
| 2013 | Honda |  |  |  |  |  |  |  | AN | 18 | Rit | 10 | 16 | Rit |  | 6     | 24º  |

| Legenda | 1º posto        | 2º posto            | 3º posto           | A punti      | Senza punti        | Grassetto – Pole position Corsivo – Giro più veloce |
| Legenda | Gara non valida | Non qual./Non part. | Ritirato/Non class | Squalificato | '-' Dato non disp. | Grassetto – Pole position Corsivo – Giro più veloce |